# Magyar parlagi szamár
A magyar parlagi szamár egyike az őshonos, törvényileg védett háziállatainknak, 2004 óta elismert szamárfajta.

## Története
A magyar parlagi szamár története időszámításunk kezdetéig nyúlik vissza, hiszen az első szamarak a kelták idejében kerültek a Kárpát-medencébe. Jelentősebb állományuk alakult ki a rómaiak ideje alatt. A mai szamaraink feltételezhetően ennek az állománynak kései leszármazottai, hiszen azóta csak kevés egyed került be az ország területére.
Bár a szamarat a szegények állatának tartották, jelentős számban dolgoztak a földbirtokokon is, mint teherszállítók és a juhászok segítői, akik málhás- és hátasállatként hasznosították. Gazdasági szerepük soha nem volt jelentős.
Tenyésztésével nagyon sokáig nem foglalkoztak. Csak a két világháború között kezdődött az uradalmakban céltudatos tenyésztése, és a mezőhegyesi ménesben foglalkoztak a nagy testű szamármének nevelésével, tenyésztésével. 1913-ban itt vetették papírra először a magyar parlagi szamár kifejezést, mint fajtamegjelölést. 1961-ben a tenyészet feloszlott, az állomány szétszóródott. Ma a szamarat leginkább hobbicélból tartják. Állományának nagyobbik rész az ország középső részén található. Populációja, ha kis mértékben is, de növekszik. A 2002-ben megalakult Magyarországi Szamártenyésztők Egyesülete foglalkozik a nyilvántartásba vétellel, a törzskönyvezéssel és az apaállat-gazdálkodással. A magyar parlagi szamarat  2004-ben ismerték el önálló fajtaként.

## Tulajdonságai
Bár szamaraink egymással genetikailag rokonságban álló helyi populáció egyedei, mégis sok változatuk alakult ki az évezredek folyamán. Egymás mellett több típusuk megtalálható, de három csoportjuk élesen elkülöníthető. 
- A legritkább a finom testalkatú, kis testű változat. Szőrzete puha. Füle kicsi, mozgékony. A marmagassága 110 cm alatt van.
- Az állomány nagy része közepes termetű. Marmagassága 110–130 cm. Csontozata szilárd, teste izmos. Élénk, igénytelen.
- Kisebb számban fordulnak elő a nagy termetű szamarak, amelyek a mezőhegyesi állományba importált olasz mének leszármazottai. Marmagasságuk 130 cm felett van. Alkatuk durva, sokszor aránytalan. Nem olyan élénkek, mint kisebb termetű társaik, de igényesebbek.

A magyar parlagi szamár színe változatos: lehet egérszürke, barna, fekete. Leggyakoribb a barna, sötétbarna, fekete, ritkán egérfakó vagy gerlefakó. Jellegzetes jegye a gerincélen végigfutó szíjaltság és a vállkereszt, a lábakon pedig az esetenkénti haránt irányú zebroid csíkok. Mindegyik színváltozatban gyakori a világos hasalj, az ún. fecskehas. A barokk szamár egyedei is megtalálhatóak. Ezek az állatok spontán mutáció miatt pigmentszegénységgel (leucizmus) jönnek a világra. Színük izabella, vagyis egészen világos szürke, szemük világoskék, ún. csókaszem. A típus nevét magyarázza az a tény, hogy az ilyen szamarakat a nagybirtokokon céltudatosan tenyésztették.
Intelligens állat, jól idomítható, emellett igénytelen, szívós, hosszú élettartamú és békés természetű.